# Saint-Marc-des-Carrières
Saint-Marc-des-Carrières é uma cidade localizada na província de Quebec no Canadá.